# Años 1030
Los años 1030 o década del 1030 empezó el 1 de enero del 1030 y terminó el 31 de diciembre del 1039.

## Acontecimientos
- Benedicto IX sucede a Juan XIX como papa en el año 1033.
- El Califato de Córdoba se desploma tras años de luchas internas; el califato se fractura en una serie de taifas (reinos) musulmanes independientes. El último gobernante omeya, el califa Hisham III, intenta consolidar el califato, pero su aumento de impuestos (para pagar las mezquitas) genera una fuerte oposición y es encarcelado por sus rivales en el año 1031.[1]